# 世宗大王記念事業会
世宗大王記念事業会（せそうだいおうきねんじぎょうかい）は、李氏朝鮮の第4代国王世宗大王の聖徳と偉業を追悼し、子々孫々にに継承することを目的として1957年5月14日に設立された、大韓民国の国家行政機関文化体育観光部所管の社団法人である。オフィスはソウル特別市東大門区清涼里洞山1-157にある。 

## 事業
- 世宗大王に関する文献出版
- 世宗大王に関する遺物・遺跡収集保管